# 흐샤누프군

마워폴스카주 지도에 표시된 흐샤누프군의 위치

흐샤누프군(폴란드어: powiat chrzanowski)은 폴란드 마워폴스카주에 위치한 군으로 군청 소재지는 흐샤누프이며 면적은 371.49km2, 인구는 124,937명(2019년 기준)이다.
북동쪽으로는 올쿠시군, 동쪽으로는 크라쿠프군, 남쪽으로는 바도비체군, 남서쪽으로는 오시비엥침군, 서쪽으로는 실롱스크주 야보주노시와 접한다. 5개 지방 자치체(4개 도시형 농촌, 1개 농촌)를 관할한다.

군기
군 문장